# Grups artificials
Els grups artificials són una divisió natural i artificial de les figures. Musicalment, qualsevol divisió de les unitats és possible. Unes divisions són naturals i deriven de les diferents figures que existeixen (rodones, blanques, negres, etc.). Les altres són artificials i s'obtenen per mitjà d'agrupacions de les quals denominarem agrupacions o grups artificials.
Els grups artificials s'escriuen amb una lligadura amb un número al centre. Aquesta xifra, és l'equivalent a les figures que constitueixen el grup, i dona nom al mateix i determina la divisió artificial.